# Mitsubishi Tip 89 MLI
Mitsubishi Tip 89 MLI (三菱89式装甲戦闘車 Mitsubishi 89-shiki sōkō-sentō-sha?) este o mașină de luptă de infanterie japoneză care a intrat în serviciul Forțelor de Autoapărare Terestre Japoneze în 1989. În 1999, au fost 58 de vehicule în serviciu și un total de 120 produse până în 2014, cu 300 planificate. Principalul armament a vehiculului este un tun Oerlikon Contraves KDE de 35 mm.

## Dezvoltare
Dezvoltarea Tipului 89 a început în 1980, cu patru prototipuri produse în 1984. Aceste prototipuri au fost testate până în 1986. Au fost acceptate în funcțiune 1989. La începutul producției, cerința inițială era de aproximativ 300 de vehicule. Producătorul principal al vehiculului a fost Mitsubishi Heavy Industries, cu subproducător major fiind Komatsu Limited.

## Descriere

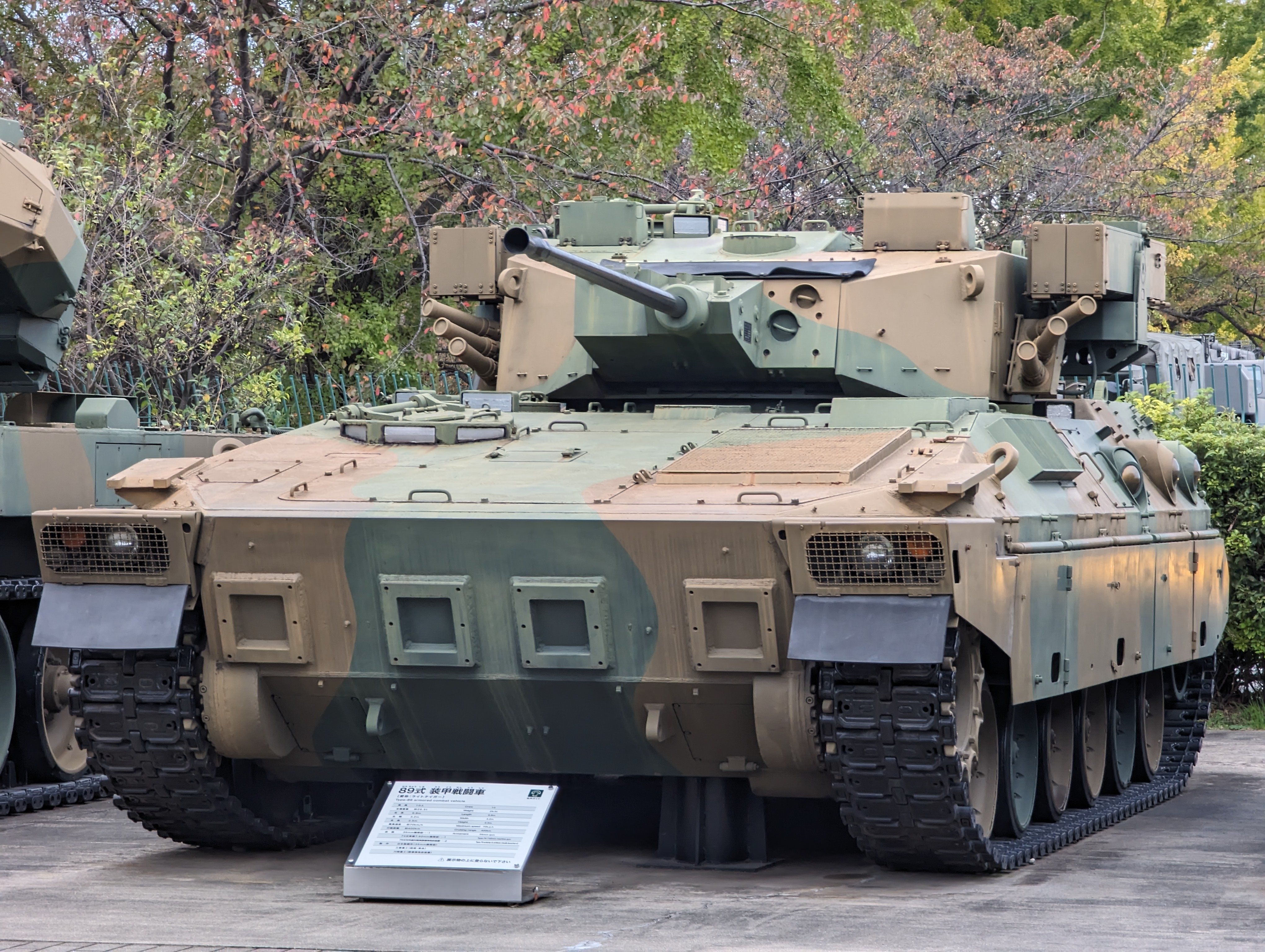
Un Tip 89 la expoziție

Vehiculul are o structură relativ convențională, cu o carcasă de oțel sudată. Motorul diesel Mitsubishi 6SY31WA cu putere de 600 cai, răcit cu apă, situat în partea din față stângă a carcasei, acționează cu o transmisie automată. Pe fiecare parte a carcasei sunt șase roți de drum cu un vagon în spate și trei rolere de întoarcere a traseului. Suspensia este un sistem de bară de torsiune.
Șoferul este situat în partea dreaptă a motorului, având deasupra un capac dintr-o singură bucată care se deschide spre dreapta. Acesta dispune de trei periscoape fixe pentru vizibilitate și un periscop mobil montat pe capac. Un periscop pasiv pentru vedere pe timp de noapte poate înlocui unul dintre periscoapele de zi.
Un infanterist este amplasat în spatele șoferului și are un capac imediat deasupra, echipat cu două periscoape de observație care oferă acoperire frontală a carcasei, precum și un port de tragere sferic de mari dimensiuni situat pe partea dreaptă a carcasei.

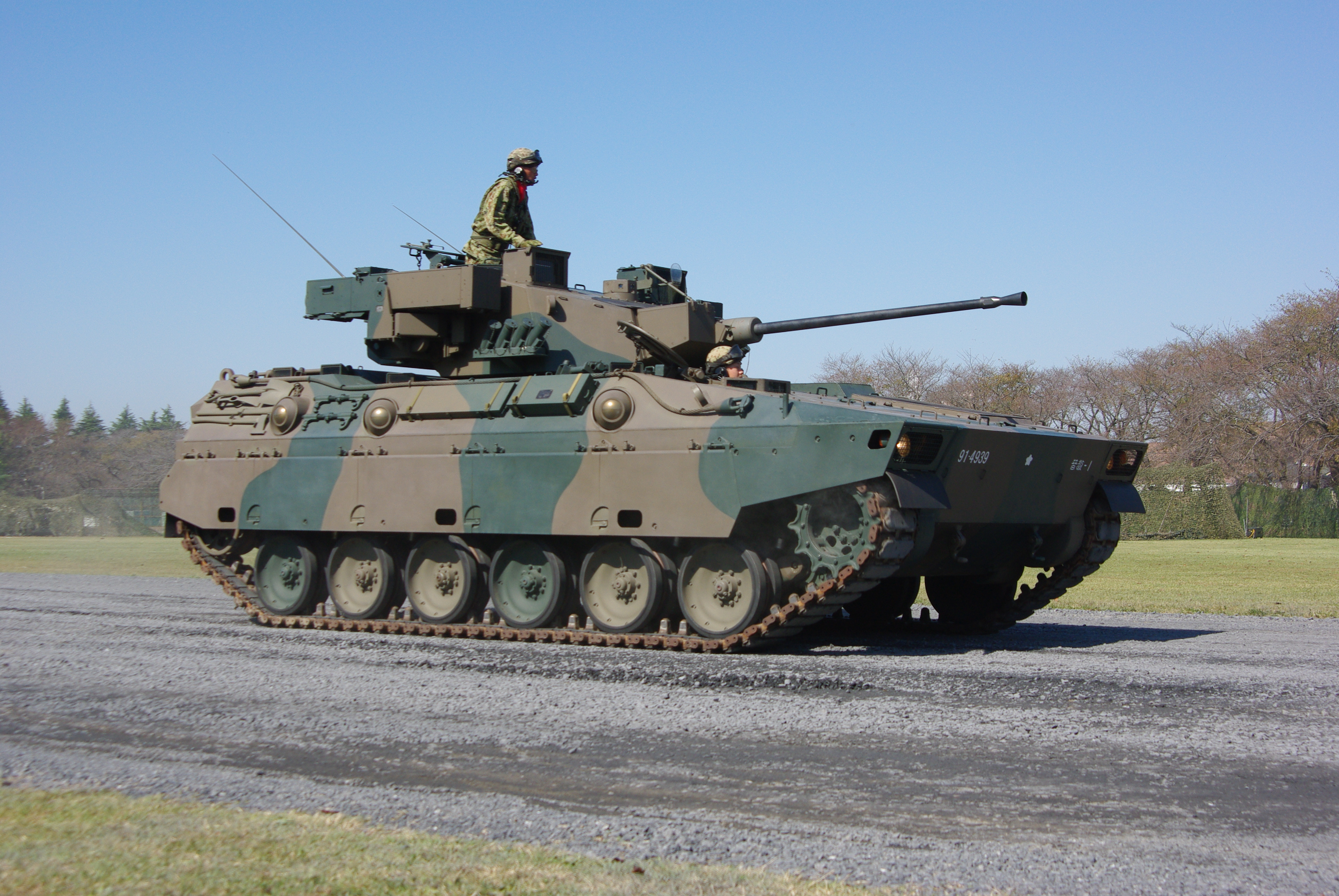
Tip 89 arătându-și partea dreaptă

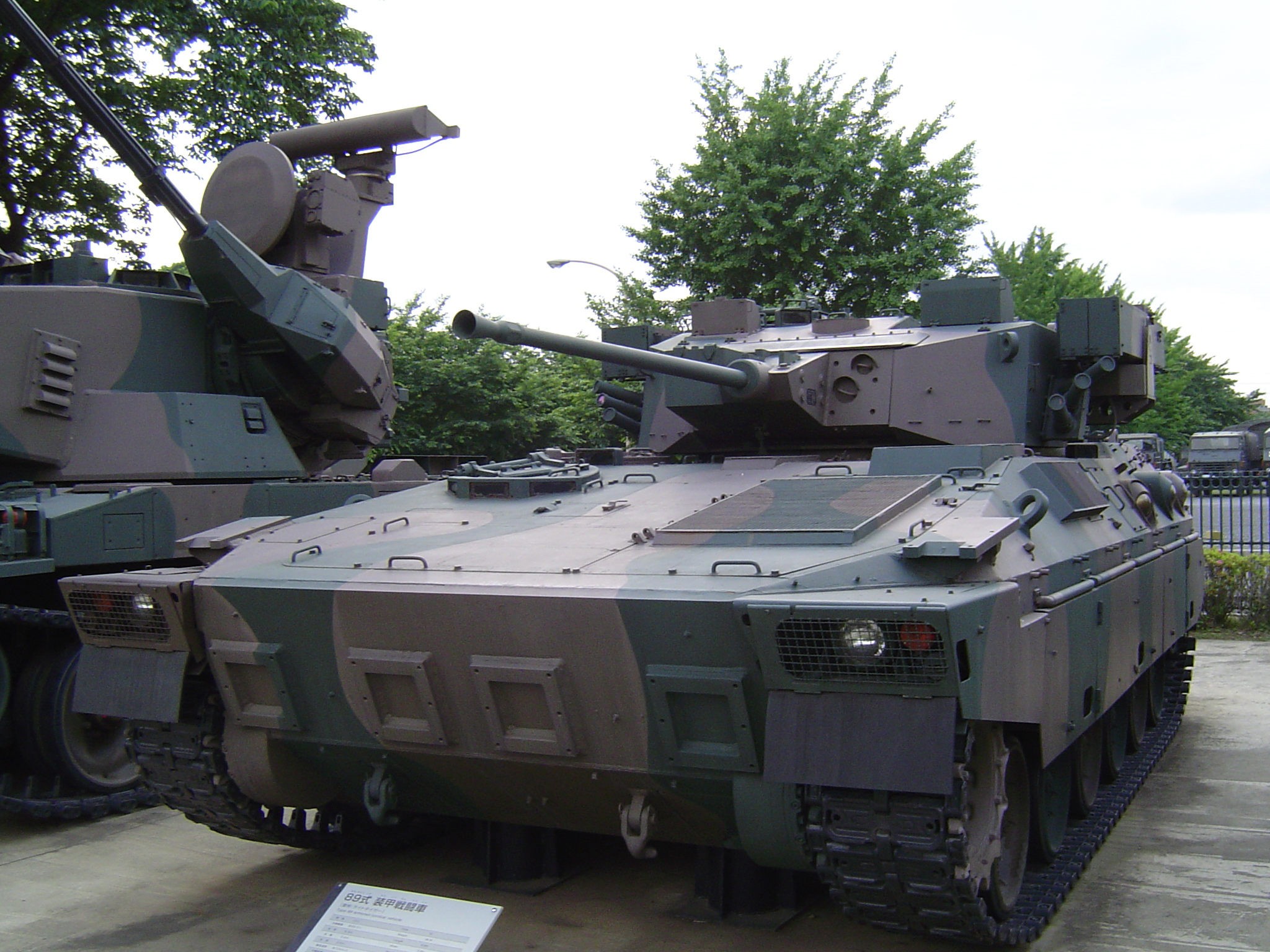
Un prototip de tip 89 la centrul de informare public al Forțelor de Autoapărare Terestre Japoneze

În centrul carcasei se află turelă pentru doi membri ai echipajului, care este echipată cu un tun Oerlikon Contraves din seria KD, calibru 35 mm, cu alimentare dublă și o cadență ciclică de tragere de aproximativ 200 de lovituri pe minut, produs sub licență în Japonia. Montată coaxial cu tunul se află o mitralieră de calibru 7,62 mm, model Type 74.
Turela este echipată, de asemenea, cu câte o rachetă Type 79 Jyu-MAT montată pe fiecare parte. Sub lansatorul de rachete se află un ansamblu de patru lansatoare de grenade fumigene.
Trăgătorul este amplasat în partea stângă a turelei, iar comandantul se află în dreapta sa, ambii având capace care se deschid spre spate. Amândoi sunt echipați cu dispozitive de ochire telescopice montate în partea frontală a turelei.
Trăgătorul dispune de două periscoape de observație care acoperă partea frontală și stângă a turelei. Comandantul are la dispoziție șase periscoape, oferindu-i vizibilitate completă la 360 de grade. Turela este dotată și cu un sistem de avertizare la iluminarea cu laser.
În partea din spate a carcasei se află compartimentul principal pentru trupe, care are capacitatea de a transporta șapte infanteriști. Accesul trupelor se face prin două uși mari, care se deschid lateral.
Compartimentul pentru trupe este echipat cu șapte porturi de tragere: trei pe partea stângă, unul pe ușa din dreapta spate și trei pe partea dreaptă. Fiecare port de tragere este prevăzut cu un periscop de observație montat deasupra.

## Operatori
Japonia
- Forțele de Autoapărare Terestre Japoneze

## Variante
Carcasa a fost folosit de Mitsubishi ca baza pentru Obuzierul autopropulsat Tip 99 155 mm, introdus în 1999. Motorul a fost păstrat, dar șasiul a fost prelungit cu o roată de drum pentru a găzdui greutatea suplimentară a piesei grele de artilerie.